# 哈得孫鎮區 (北卡羅萊納州考德威爾縣)
哈得孫鎮區（英語：Hudson Township）是位於美國北卡羅萊納州考德威爾縣的一個鎮區。

## 地方資料
哈得孫鎮區的面積為48.17平方千米，皆為陸地。根據2020年美國人口普查的數據，當地共有人口11763人，而人口密度為每平方千米244.2人。